# ᶑ
, ᶑ (D с крюком и ретрофлексным крюком) — буква расширенной латиницы. Строчной вариант использовался в международном фонетическом алфавите для обозначения звонкого ретрофлексного имплозива, который не был обнаружен ни в одном языке как самостоятельный звук и поэтому был исключён из МФА.

## Кодировка
Строчная буква введена в Юникод начиная с версии 4.1.
В стандартных блоках Юникода отсутствует заглавный вариант данной буквы, однако гарнитуры Чарис SIL, Doulos SIL и Gentium Plus отображают в качестве такового символ U+F20D (HTML &#61965;), находящийся в блоке «область для частного использования».